# ピーター・ナヴァロ
ピーター・ナヴァロ（Peter Navarro, 1949年7月15日 - ）は、アメリカ合衆国の経済学者・公共政策学者。現在、ドナルド・トランプ大統領の貿易・製造業担当上級顧問。トランプ政権の1期目では新設された国家通商会議（後に通商製造業政策局）のトップを勤めた。
教職に付く以前は東南アジアのアメリカ合衆国平和部隊に所属していたほか、ワシントンD.C.でエネルギー・環境政策のアナリストとして勤務していた。
ナヴァロはCOVID-19パンデミック中には、感染症対策を主導していたアメリカ国立アレルギー・感染症研究所（NIH）所長のアンソニー・ファウチを批判し、Foxニュースに出演してファウチがウィルスの「父」であり中国の研究所に資金援助してウィルスを開発したという陰謀論を主張した。また、COVID-19の治療として有効性が確認されていないヒドロキシクロロキンを宣伝し、ウイルスの感染拡大を止めるためのさまざまな公衆衛生対策を非難した。
ナヴァロは2020年アメリカ合衆国大統領選挙を転覆する試みを求め、選挙不正の陰謀論を広め、2022年2月には議会から2度召喚された。

## 経歴

### キャリア初期
ナヴァロは1972年にタフツ大学を卒業し、学士号を取得した。1979年にはハーバード大学ケネディ行政学スクールから公共経営学の修士号を取得、また、1986年には同大学から経済学博士号を取得した。タフツ大学卒業直後、ナヴァロはアメリカ合衆国平和部隊に就職し、タイに3年間滞在した。

### 政策アナリスト
1970年代、ナヴァロは政策アナリストとしてアーバンサービスグループ、マサチューセッツエネルギーオフィス、アメリカ合衆国エネルギー省に所属した。
ナヴァロの論考は次に挙げる媒体で発表されている。『Barron’s』、『Business Week』、『The Los Angeles Times』、『The Boston Globe』、『The Chicago Tribune』、『The International Herald Tribune』、『The New York Times』、『The Wall Street Journal』、『Harvard Business Review』、『MIT Sloan Management Review』、『The Journal of Business』。
その他、Bloomberg TV、ラジオ、BBC、CNN、NPR、Marketplaceといったメディアにも出演した。また、CNBCへの寄稿、60 Minutesへの出演も果たした。加えて、投資に関する論考をthestreet.comに寄稿している。
2012年、ナヴァロは自著『中国による死（Death by China）』をもとにしたドキュメンタリー映画を監督・プロデュースした。この映画は原作と同じタイトルで上映され、ナレーターとしてマーティン・シーンが起用された。

### 大学教員
ナヴァロは経済学・公共政策学の教授としてカリフォルニア大学アーバイン校で20年以上教鞭をとった。研究テーマは、エネルギー問題ならびにアメリカ合衆国とアジアの関係である。担当したMBAコースでは、何度も優秀教員賞を受賞している。
カリフォルニア大学アーバイン校に着任する前、1981年から1985年まで、ナヴァロはハーバード大学エネルギー・環境政策センターの研究員を務めた。その後、カリフォルニア大学サンディエゴ校の助教授に就任し、ビジネスと政策学を教えた。

### 初期の政治キャリア
ナヴァロはカリフォルニア州サンディエゴで3度立候補している。1992年に市長選に立候補し、全党予備選挙で首位となるも、決選投票で共和党のスーザン・ゴールディング(Susan Golding)に敗れた。1996年、第49選挙区の下院議員選に民主党候補者として立候補するも、共和党のブライアン・ビルブレイ(Brian Bilbray)に敗れた。2001年、ナヴァロは第6選挙区サンディエゴ市議会特別選挙に立候補したが、予備選挙で落選した。

## 第1次トランプ政権
2016年、ナヴァロは2016年アメリカ合衆国大統領選挙に立候補したドナルド・トランプ陣営の政策アドバイザーに就任した (en)。2016年12月21日、ナヴァロはドナルド・トランプ次期大統領の指名を受け、ホワイトハウス国家通商会議（NTC）委員長という新設のポストに就任した。この背景には、ナヴァロが選挙期間中からトランプ陣営の政策顧問を務めたこと、筋金入りの中国脅威論者であることが指摘されている。一方で国家通商会議が廃止されて「通商製造業政策局」（OTMP）に改組されてから影響力の低下が指摘されており、大統領就任後のトランプは選挙中に訴えた就任当日の中国の為替操作国指定を撤回したことからナヴァロの政権への影響力を疑問視する見方も出ていた。しかし、ナヴァロは当初から中国の為替操作国指定の判断は財務省に委ねるとしていた。
また、ナヴァロは日本の非関税障壁や貿易赤字も問題視している。米国が日本を含む中国など世界各国に対して鉄鋼・アルミニウムの輸入制限（36年ぶりの通商拡大法231条発動）を適用し、スーパー301条（通商法301条）に基づいて25%の関税を賦課する中国製品1300品目（500億ドル相当）を特定する原案を発表したことに対して中国は米国製品160品目（500億ドル相当）に同率の関税案で報復した際は「中国に公平な競争条件を求めている」とトランプ大統領を擁護した。同盟国にも関税を課すことを辞さないナヴァロと対立し、日本や欧州連合と共同で中国の不公正な貿易慣行に対処することを主張していたゲイリー・コーン国家経済会議委員長の退任で発言力が増しているとされているが、ナヴァロは実際の交渉をスティーブン・ムニューシン財務長官とロバート・ライトハイザー通商代表に委ねている。G7の国々に対しても市場開放を主張しており、保護主義に反対する共同声明をまとめた議長国カナダのジャスティン・トルドー首相に対しては「地獄に落ちる」と批判した。
2018年5月3日、ムニューシン財務長官、ライトハイザー通商代表、ウィルバー・ロス商務長官、ラリー・クドロー国家経済会議委員長らとともに北京を訪問して中国の劉鶴国務院副総理らと通商協議を行った。この際もナヴァロは交渉を他のメンバーに任せており、劉副首相が訪米して行われた第2回の通商協議では、当初は外されるも、結局出席することになった。閣内ではムニューシン財務長官との対立も報じられており、米中貿易戦争を留保したとするムニューシンの発言に対して批判し、ムニューシンが、対米投資制限は中国以外も対象に大統領令ではなく対米外国投資委員会（CFIUS）で行うとしたことにもナヴァロは反対したが、トランプ大統領はムニューシン財務長官を支持した。11月9日には2019年G20大阪サミットでの米中首脳会談に向けてゴールドマン・サックス出身で対中融和派のムニューシン財務長官を念頭に「ゴールドマン・サックスのカネをオハイオ州デイトンに持って行け」「ウォール街は交渉から出て行け」と述べた。
ナヴァロは、政府が主導する中国経済と市場主導の米国経済のモデルは「地球と火星のように離れている」と評し、WTOに加盟してから中国は2015年時点で世界の自動車の3割近く、船舶の4割、テレビの6割強、コンピューターの8割強を生産して世界の製造業を支配するに至ったとして人工知能やロボット工学などでも脅威になりつつある中国の知的財産権問題など不公正な貿易慣行への対処を主張している。また、軍用無人機でも中国は市場を奪っているとして米国の輸出規制緩和を推し進めている。ジャスティン・ウォルファース(Justin Wolfers)によると、ナヴァロの見解は「主流派からかけ離れ」ており、経済学界で「常識となっている重要な教義のほとんどを受け入れていない」という特徴がある。
アメリカ合衆国特別検察官局（OSC）は2020年12月7日、2020年アメリカ合衆国大統領選挙でナヴァロが「ジョー・バイデン候補と中国との関係を取り上げ、中国に買収される恐れがあるとした他、バイデン候補を北京バイデン（Beijing Biden）と呼ぶなど公的な職権を濫用した政治的行為を禁ずる連邦法であるハッチ法に違反した」とする調査報告書を公表した。

### 議会侮辱罪による有罪判決と服役
2022年6月3日、議会侮辱罪でナヴァロを大陪審が起訴したことが発表された。2021年1月の連邦議会襲撃事件を調査する下院特別委員会の召喚に応じず、宣誓証言や資料提出を拒んだという。2023年9月7日にワシントンの連邦地裁の陪審団はナヴァロに有罪評決を出した。2024年1月25日、同地裁は禁錮4月と罰金9500ドルの判決を言い渡した。最高裁に刑執行猶予を申し立てたが退けられ、3月19日、フロリダ州マイアミの連邦刑務所に出頭。収監され、服役することになった。7月17日に出所。翌18日にウィスコンシン州ミルウォーキーで開催中の共和党全国大会で演説し、「ジョー・バイデンと不正義の司法省によって収監されていた」と主張した。

## 第2次トランプ政権
2024年12月4日、アメリカ合衆国次期大統領になったドナルド・トランプは、ピーター・ナヴァロを第2次トランプ政権の通商・製造業担当上級顧問に指名した。ナヴァロは、第1次トランプ政権から第2次政権に復帰した数少ない人物の1人である。2025年1月20日に正式に就任した。
2025年1月、トランプがカナダとメキシコに関税を課すと脅す中、ナヴァロはインタビューでNAFTAを「完全な失敗」と呼び、「中国の方がはるかに悪かった」ため、「NAFTAがいかに悪かったか」が無視されてしまっていたと述べた。彼はまた、アメリカの不法移民問題をNAFTAと関連付け、アメリカ合衆国がメキシコにトウモロコシを輸出し始めて以来、多くのメキシコの農業労働者が職を失い、一部がアメリカ合衆国に渡ったと述べた。2025年2月のカナダ、中国、メキシコへの関税の賦課に関する経済的な協議では、ナヴァロとスティーブン・ミラーが主導的な役割を担っていた。ナヴァロはトランプの貿易政策の決定の背後にいる重要人物の一人であり、その影響下で、大統領就任初日の貿易政策の覚書の採用、アメリカ合衆国へのすべての鉄鋼とアルミニウムの輸入に25％の関税を課す決定、全世界のすべての国にいわゆる「相互関税」を課す決定などが行われた。

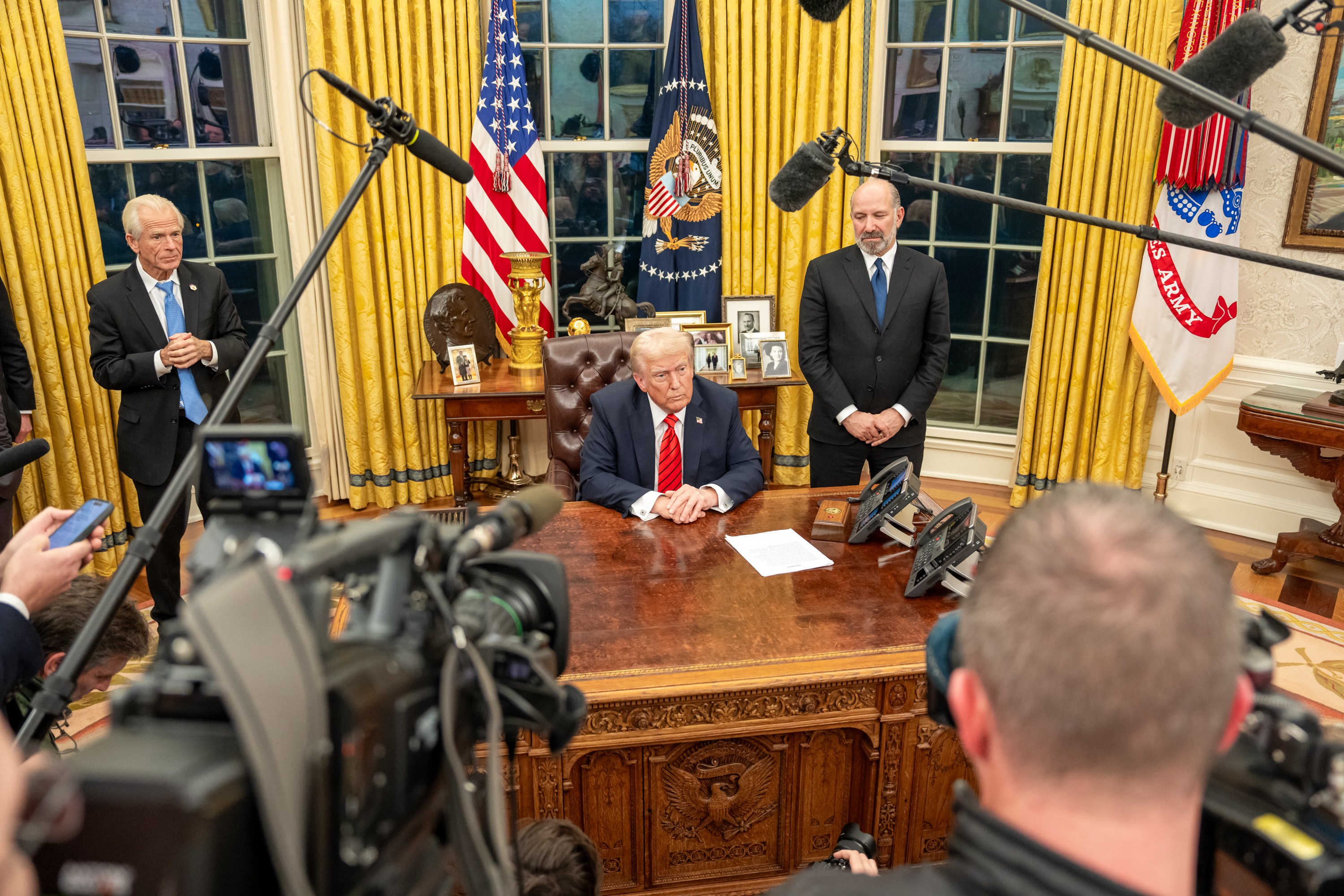
2025年2月10日、大統領執務室で大統領令に署名するドナルド・トランプ大統領。トランプの左後ろに立つ人物がナヴァロ（右はハワード・ラトニック）。

2025年2月、フィナンシャル・タイムズは、ナヴァロはカナダをUKUSA協定から追放することを提案したと報じた。数日後のデイリー・テレグラフの報道によると、ナヴァロがアメリカの交渉担当者に対して、アメリカ合衆国とカナダの国境の再構築と引き直しについてカナダと協議を始めるよう働きかけ、その結果、ハワード・ラトニックとジェイミソン・グリアが上院で承認されるまで、カナダがアメリカ合衆国との交渉を中止する事態を招いた。ナヴァロは、4月に発表されたトランプのいわゆる「相互関税」政策の背後にいる主要な人物の一人である。
2025年4月、相互関税に否定的な政府効率化省（DOGE）トップのイーロン・マスクから「ハーバード大学で経済学博士号を取得したのは良いことではない」「彼は何もやっていない」と批判されたことを受け、ナヴァロはDOGEの功績を認めつつマスクを「日本や中国、台湾から多くの部品を輸入し、関税と貿易を理解していない自動車組み立て屋」と評して反論し、これに対してマスクもナヴァロを「愚か者」と罵倒するなど政権内で応酬が起きた。後に一部の相互関税が停止された際はナヴァロの不在中にスコット・ベッセント財務長官と、ラトニック商務長官がトランプ大統領に働きかけて決定されたと報じられた。

## 見解
2023年、ナヴァロはヘリテージ財団のプロジェクト2025の政策課題を提供する書籍『リーダーシップのためのマンデート』第9版の貿易に関する章を共著している。貿易に関する章は「公正な貿易の主張」と題され、貿易政策に関する対立する意見が書かれている。ナヴァロは関税と貿易制限を主張する一方、他の著者たちは自由貿易を主張している。章では、貿易政策を通じて中国に対抗するためのナヴァロの計画が詳述されており、ナヴァロは「貿易、特にアメリカの慢性的に拡大し続ける貿易赤字に関するアメリカの記録は、アメリカが世界最大の貿易敗者であり、不公正で不均衡で非相互的な貿易の犠牲者であることを示している」と書いている。彼の見解では、関税調整は長期的には経済を促進するため、減税の費用を賄うのに十分な歳入を生み出すと主張されている。

## 私生活
ナヴァロの妻は建築家のレスリー・レボン(Leslie Lebon)。現在、カリフォルニア州ラグナビーチ在住。

## 著作
- Crouching Tiger: What China's Militarism Means for the World (2015年)
赤根洋子訳、飯田将史解説『米中もし戦わば――戦争の地政学』文藝春秋、2016年　文春文庫、2019年
  - Episode 1: Will There Be War With China?
  - Episode 2: The World At the Tip of a Chinese Spear
  - Episode 3: The Wild Card of North Korea
  - Episode 4: The Unsinkable Aircraft Carrier of Taiwan
  - Episode 5: Will There Be War Between China and Japan?
- Death by China: Confronting the Dragon – A Global Call to Action (2011年)
- Seeds of Destruction (グレン・ハバード共著) (2010年)
- Always a Winner: Finding Your Competitive Advantage in an Up and Down Economy (2009年)
- The Well-Timed Strategy: Managing the Business Cycle for Competitive Advantage (2006年)
- The Coming China Wars (2006年)
小坂恵理訳『中国は世界に復讐する』イースト・プレス、2009年／〔改題〕『チャイナ・ウォーズ――中国は世界に復讐する』イースト・プレス、2012年
- What the Best MBAs Know (2005年)
- Principles of Economics: Business, Banking, Finance, and Your Everyday Life (2005年)
- When the Market Moves, Will You Be Ready? (2003年)
- If It's Raining in Brazil, Buy Starbucks[64] (2001)年
月沢李歌子訳『ブラジルに雨が降ったらスターバックスを買え』ダイヤモンド社、2002年
- Bill Clinton’s Agenda for America (1993年)
- Job Opportunities Under Clinton/Gore (with Craig Adams) (1993年)
- The Policy Game (1984年)
- The Dimming of America: The Real Costs of Electric Utility Regulation (1984年)